# 鎌原重春
鎌原 重春（かんばら しげはる）は、安土桃山時代の武将。上野吾妻郡鎌原郷の国衆で、真田氏と同じく滋野氏の一族。武田氏滅亡後は真田氏の一族衆として家臣となった。

## 生涯
真田幸隆（幸綱）の弟である鎌原幸定の曾孫に当たる。
天正3年（1575年）5月の長篠の戦いで、武田氏に従っていた父の重澄が戦死したため、18歳で家督を継ぎ、父と同じく「宮内少輔」を名乗った。天正10年（1582年）3月の武田征伐で武田氏が滅亡すると、まず滝川一益に従ったが、本能寺の変の後に真田家に仕えた。真田昌幸の一族衆として吾妻郡経営に協力し、昌幸は弟の信尹の娘を養女とし、重春に嫁がせている。
秀吉の沼田領裁定の後は、父の時代からの縁である岩櫃城を護っていたが、慶長11年（1606年）に死去し、家督は子の重宗が継いだ。法号は常林院殿三叟浄寅居士（鎌原城跡鎌原一族墓碑銘）、義光院殿（鎌原過去帳）。
重春の夫人は元和5年8月1日（1619年9月8日）に死去している。
子孫も代々の真田氏に仕えながら婚姻関係を重ね、沼田から松代に転封された頃からは重臣として扱われている。重春の玄孫の重昌は、真田信政の娘である陽明院殿の名跡を嗣いで真田苗字となり、以降は真田図書の家となって続くことになる。